# ماکسیم نونن ماچر
ماکسیم نونن ماچر (انگلیسی: Maxime Nonnenmacher؛ زادهٔ ۲۳ ژوئیهٔ ۲۰۰۲) بازیکن فوتبال اهل فرانسه است.